# يزن العرب
يزن أبو العرب (8 سبتمبر 1995 - ) هو لاعب كرة قدم أردني ولد في عمان يلعب في مركز الدفاع في نادي سول الكوري الجنوبي. لعب سابقا في نادي الجزيرة و نادي الوحدات و احترف في نادي سلاغور الماليزي و نادي الشرطة العراقي و نادي معيذر القطري و نادي سول الكوري الجنوبي.

## وصلات خارجية
- يزن أبو عرب على موقع دوري كوريا الجنوبية (الإنجليزية)
- يزن أبو عرب على موقع قاعدة بيانات كرة القدم.إي يو (الإنجليزية)
- يزن أبو عرب على موقع ناشيونال فوتبول تيمز (الإنجليزية)
- يزن أبو عرب على موقع Soccerway.com (الإنجليزية)
- يزن أبو عرب على موقع كووورة